# Sanjō (Niigata)
Sanjō (jap. 三条市, -shi) ist eine Großstadt im Landesinneren der Präfektur Niigata auf Honshū, der Hauptinsel von Japan.

## Geographie
Sanjō liegt südlich von Niigata und nordöstlich von Nagaoka.

## Geschichte
Die Stadt Sanjō wurde am 1. April 1889 als Kleinstadt (町) aus 14 Dörfern gebildet und – nach weiteren Eingemeindungen – am 1. Januar 1934 die Stadtrechte (市) verliehen. In den 1950er und 60er Jahren kam es zu weiteren Eingemeindungen, und am 1. Mai 2005 wurden schließlich die Kleinstadt Sakae (栄町) und das Dorf Shimoda (下田村) eingemeindet.

## Verkehr
- Straße:
  - Hokuriku-Autobahn
  - Nationalstraße 8
  - Nationalstraße 17
  - Nationalstraßen 289, 290, 403
- Zug:
  - JR Jōetsu-Shinkansen: Bahnhof Tsubame-Sanjō, nach Niigata und Tokio
  - JR Shinetsu-Linie
  - JR Yahiko-Linie

## Söhne und Töchter der Stadt
- Shōhei Baba (1938–1999), Profiwrestler
- Iwata Masami (1893–1988), Maler
- Gōson Sakai (* 1996), Fußballspieler
- Noriyoshi Sakai (* 1992), Fußballspieler
- Morohashi Tetsuji (1883–1982), Sinologe

## Angrenzende Städte und Gemeinden

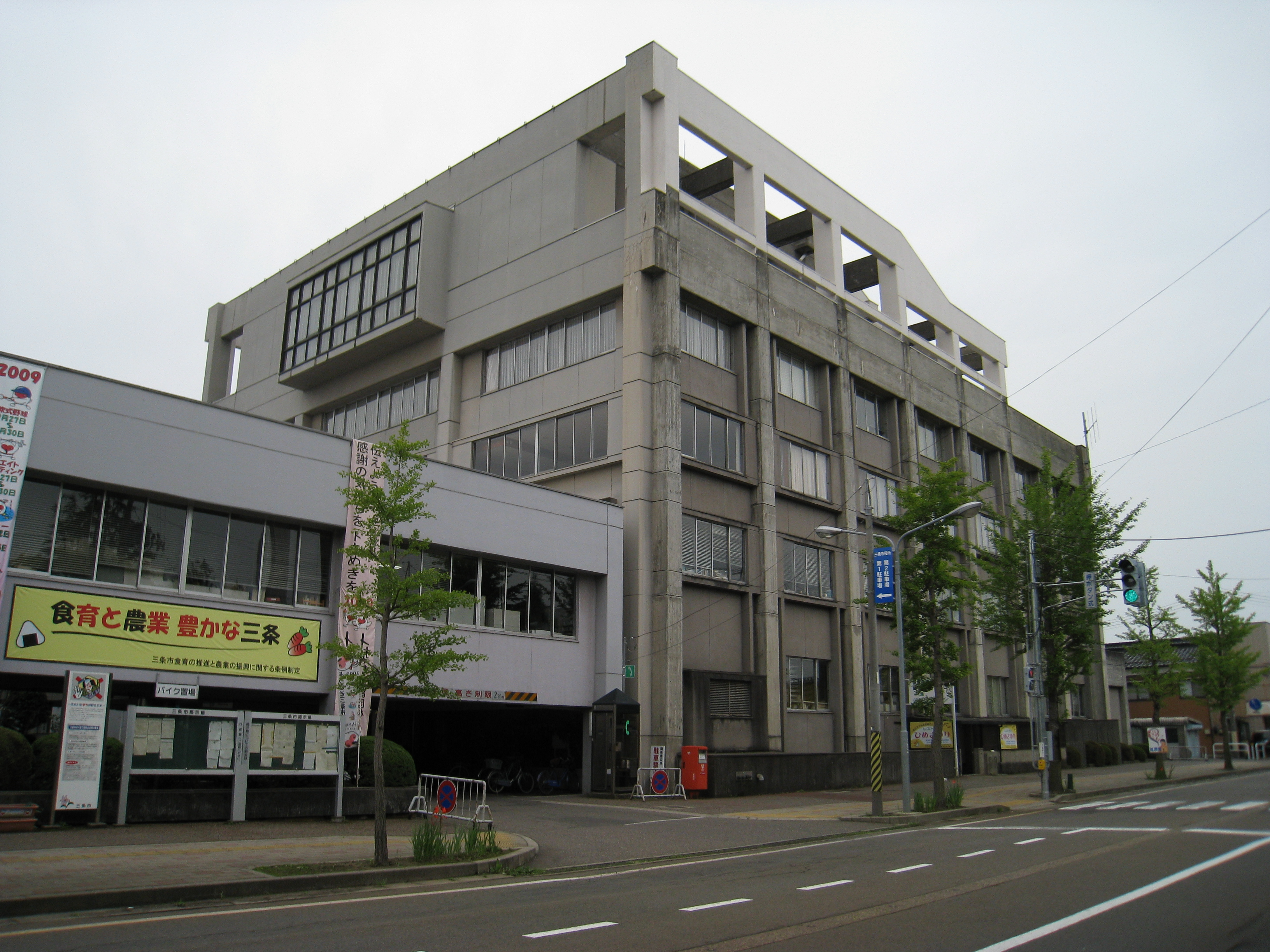
Rathaus

- Präfektur Niigata
  - Uonuma
  - Niigata
  - Kamo
  - Gosen
  - Nagaoka
  - Tsubame
  - Mitsuke
  - Aga
- Präfektur Fukushima
  - Tadami